# Eucereon rothschildi
Eucereon rothschildi là một loài bướm đêm thuộc phân họ Arctiinae, họ Erebidae.